# Music and Me (bài hát của Michael Jackson)
"Music and Me" là đĩa đơn năm 1973 của Michael Jackson dưới nhãn Motown. Nó là đĩa đơn thứ hai từ ca sĩ từ album cùng tên. Nó đạt vị trí #34 trên bảng xếp hạng đĩa đơn ở Hà Lan và #49 tại Thỗ Nhĩ Kỳ.

## Bảng xếp hạng
| Bảng xếp hạng (1973)  | Vị trí cao nhất |
| --------------------- | --------------- |
| Holland Singles Chart | 34              |
| Turkey Singles Chart  | 49              |